# 박시환 (가수)
박시환(1987년 7월 30일 ~ )은 대한민국의 가수, 뮤지컬 배우이다. 2013년 Mnet 《슈퍼스타K 5》에 참가해 준우승을 하였다.

## 음반

### 슈퍼스타K5
- 슈퍼스타K5 TOP10 Part 1 〈그녀의 연인에게〉
- 슈퍼스타K5 TOP10 Part 2 〈Feeling〉
- 슈퍼스타K5 TOP10 Part 3 〈넌 또 다른 나〉
- 슈퍼스타K5 TOP10 Part 4 〈발걸음〉
- 슈퍼스타K5 TOP10 Part 5 〈불놀이야〉
- 슈퍼스타K5 TOP10 Part 6 〈물어본다〉
- 슈퍼스타K5 TOP10 Part 7 〈내 사람〉
- 슈퍼스타K5 Just Beginning

### OST
- 2014년 《응급남녀》 OST 〈그때 우리 사랑은〉
- 2015년 《송곳》 OST 〈외쳐본다〉
- 2015년 뮤지컬 《총각네 야채가게》 OST 〈고래의 꿈〉
- 2016년 뮤지컬 《마이 버킷리스트》 OST 〈Someday〉
- 2017년 《내성적인 보스》 OST 〈제자리걸음〉
- 2018년 《손 꼭 잡고, 지는 석양을 바라보자》 OST 〈몸살〉

### 앨범
- 1st MINI ALBUM 〈Spring Awakening〉 (2014년)
- 정규 1집 〈Rainbow Taste〉 (2015년)
- 〈Ups & Down〉 (2015년)
- 2nd MINI ALBUM 〈괴물〉 (2015년)
- 〈너 없이 행복할 수 있을까〉 (2016년)
- 리메이크 앨범 〈나로 노래하다〉 (2016년)
- 디지털 싱글 〈나를 비춰줘〉 (2018년)
- 디지털 싱글 <지나가고 나서야> (2020년)

## 공연
- 2014.02.08 김광석 다시부르기 - 대구 <먼지가 되어, 이등병의 편지>
- 2014.02.15 김광석 다시부르기 - 부산 <먼지가 되어, 이등병의 편지>
- 2014.04.19 김광석 다시부르기 - 서울 <먼지가 되어, 다만 그대를>
- 2014.07.27 박시환 미니콘서트 'LIFE·LIFE·LIFE'
- 2015.03.07 김광석 다시부르기 - 서울 <이등병의 편지, 그날들>
- 2015.07.10~11 박시환 단독콘서트 <가슴아 뛰어>
- 2015.08.01 2015 울진뮤직팜 페스티벌
- 2015.08.07 2015 부산록페스티벌
- 2015.08.16 2015 사운드베리 페스타
- 2015.08.21 아리랑TV 라디오 12주년 창사특집 라디오 콘서트
- 2015.09.19 2015 렛츠락 페스티벌

## 뮤지컬
- 2015.11.13 ~ 12.31 《총각네 야채 가게》
- 2016.04.23 ~ 《마이 버킷 리스트》
- 2017.07.03 ~ 08.27 《찌질의 역사》
- 2018.12.25 ~ 2019.02.24 《트레이스 유》
- 《볼륨업》주연 은수
- 《여섯시 퇴근》주연 장보고
- 2024.9.14  ~2024.10.27  《가스파드ㅡ선천적 얼간이들》주연

## 방송
- 2013년 Mnet 《슈퍼스타K 5》
- 2015년 tvN 《SNL 코리아 (시즌 6)》
- 2015년 JTBC 《백인백곡 끝까지 간다》
- 2015년 Mnet 《Meet & Greet》
- 2015년 JTBC 《송곳》
- 2016년 KBS2 《대국민 토크쇼 안녕하세요》
- 2017년 MBC every1 《비디오스타》
- 2019년 KBS2 《불후의 명곡 - 전설을 노래하다》 397회, 403회, 406회
- 2021년 MBC 《미스터리 음악쇼 복면가왕》 가왕님은 내일부터 집콕! (제146대 가왕)

## 라디오
- 2014년 4월 - 2014년 6월 KBS 제2FM 《이소라의 가요 광장》 시크릿싱어 고정게스트

현재 Btn 러브렌즈 dj

## 수상 경력
- 2013년 슈퍼스타K5 준우승
- 2017년 제6회 예그린뮤지컬어워드 남자인기상 《찌질의 역사》